# زنايي (دشتاب)
زنایي (بالفارسية: زنایی) هي قرية تقع في إيران في قسم دشتاب الريفي. يقدر عدد سكانها بـ 123 نسمة بحسب إحصاء 2016.